# Verviers (huyện)
Huyện Verviers (tiếng Pháp: Arrondissement de Verviers; tiếng Đức: Verwaltungsbezirk Verviers; tiếng Hà Lan: Arrondissement Verviers) là một trong four huyện hành chính ở tỉnh Liège, Bỉ. Đây cũng là một huyện tư pháp. Tuy nhiên, chỉ các đô thị ở Cộng đồng người Pháp thuộc huyện tư pháp này. Các đô thị của Cộng đồng nói tiếng Đức thì tạo thành một Huyện tư pháp Eupen riêng.
Huyện hành chính Verviers bao gồm các đô thị sau:
| - Amel - Aubel - Baelen - Büllingen - Burg-Reuland - Bütgenbach - Dison - Eupen - Herve - Jalhay | - Kelmis - Lierneux - Limbourg - Lontzen - Malmedy - Olne - Pepinster - Plombières - Raeren - Sankt Vith | - Spa - Stavelot - Stoumont - Theux - Thimister-Clermont - Trois-Ponts - Verviers - Waimes - Welkenraedt |